# Гаврилова, Татьяна Сергеевна
Татьяна Сергеевна Гаврилова (укр. Тетяна Сергіївна Гаврилова; род. 18 мая 1963, Ужгород) — советская и украинская спортсменка и тренер; Мастер спорта СССР международного класса (1990 — самбо), Мастер спорта Украины международного класса (1995 — дзюдо). Ведущий спортивный арбитр Львовской области по дзюдо (судья национальной категории).

## Биография
Родилась 18 мая 1963 года в Ужгороде Закарпатской области Украинской ССР.
В 1985 году окончила Львовский институт физической культуры (ныне Львовский государственный университет физической культуры). 
Как спортсменка, выступала за спортивное общество «Колос» (1987—1995), тренер — Александр Бавшин. Была чемпионкой СССР по дзюдо 1989 года. Бронзовая призёрка Кубка Европы по дзюдо 1991 года; чемпионка Европы и чемпионка мира по самбо 1995 года.
После окончания спортивной карьеры работает тренером во Львовском спортивном клубе «Богатырь».  Среди её воспитанников — Сергей Дребот.